# 克里斯蒂安·格雷
克里斯蒂安·托馬斯·格雷（Christian Thomas Gray，1996年11月29日—）是一名紐西蘭足球運動員，司職中後衛，現效力於奧克蘭城。

## 職業生涯
克里斯蒂安·格雷是前足球員羅傑·格雷（Rodger Gray ）和籃網球運動員桑德拉·埃奇（Sandra Edge）的兒子，他於2013年在威靈頓學院開始踢足球。作為主力球員，格雷於2016年在懷塔科拉聯開始職業生涯。他還曾效力於奥克兰东郊，自2022年起效力於奧克蘭城。
2025年6月，格雷入選奧克蘭城參加2025年國際足總俱樂部世界盃的陣容，這是該俱樂部第十次參加該賽事。 6月24日，他在對陣博卡青年的比賽中攻入扳平球，成為當場最佳球員。這是他們自2014年賽事以來首次不敗戰績。

## 個人生活
作為半職業足球員，格雷同時在奧克蘭文法學校和羅斯基爾山中學擔任體育教師。

## 榮譽
奧克蘭城
- 大洋洲聯賽冠軍盃：2022、2023、2024、2025
- 紐西蘭全國聯賽：2022、2024

個人榮譽
- 對陣博卡青年當場最佳球員 - 國際足總俱樂部世界盃：2025

## 外部連結
- 克里斯蒂安·格雷 在 playmakerstats.com
- 克里斯蒂安·格雷 在 FBref.com